# Tecnam P2012 Traveller
Tecnam P2012 Traveller — багатоцільовий літак з двома поршневими двигунами і високорозташованим крилом, розробляється Costruzioni Aeronautiche Tecnam S. r.l., яка базується в Капуї, в Італії (поблизу Неаполя).
Він призначений, щоб бути сумісним з обома авіаційними правилами FAR частина 23 та EASA CS-23. Регіональна авіакомпанія Cape Air із  штату Массачусетс співпрацює із Tecnam в дизайні.
Cape Air зробила замовлення на 100 літаків, щоб замінити Cessna 402s. Три прототипи із високорозташованим крилом і двома двигунами будуються в Capua. Викатка першого відбулася 1 квітня 2016. Перший політ відбувся 21 липня 2016.
У квітні 2017 перший протип налітав 100 годин і другий тестовий літак мав приєднатися до процесу сертифікації у вересні із кінцевою метою — сертифікація у грудні 2018; від 25 до 35 P2012-тих має бути поставлено у 2019, в наступні роки кількість поставлених літаків має вирости.

## Специфікації
Джерело: Characteristics, Performance
Основні характеристики
- Екіпаж: 1/2 пілота
- Пасажиромісткість: 9 пасажирів
- Вантажопідйомність: 690 кг із повним баком
- Довжина: 11.40 м
- Висота: 4.06 м
- Розмах крила: 13.56 м

- Площа крила: 22.0 м²
- Маса порожнього: 2250 кг
- Максимальна злітна маса: 3600 кг[9]
- Маса палива у внутрішніх баках: 620 л

Льотні характеристики
- Крейсерська швидкість: 324 км/год
- Практична дальність: 1150 км
- Швидкопідйомність: 8.1 м/с